# 平岡均之
平岡 均之(ひらおか きんし、1901年12月23日 - 1976年3月30日)は、日本の作曲家、小学校教員。教科書掲載の童謡『若葉』の作曲者として知られる。

## 生涯
本名は、均。秋田県仙北郡神代村(現・仙北市)に生まれる。
秋田市中通小学校に入学したが、父が中学校教員となり、旧制埼玉県立熊谷中学校(現・埼玉県立熊谷高等学校)に赴任したため均之自身も埼玉県熊谷町(現・熊谷市)に引っ越す。熊谷市立石原小学校を経て、旧制埼玉県立熊谷中学校に入学。
大正7年、父が亡くなった為熊谷中学校を5年で中退(4年終了)。
大正11年、群馬県新田郡強戸小学校代用教員となる。同年、小学校音楽専科正教員となり大正14年、足利尋常小学校相生校訓導となる。
昭和3年、日本民謡協会結成に関わる。
昭和6年、東京市鶴巻尋常小学校訓導、昭和21年、早稲田国民学校訓導となる。その傍ら文部省の以来を受けて教材や音楽指導要領作成に尽力した。
昭和37年、小学校退職後、東京書籍の顧問として教科書作成に携わる。
昭和51年、心臓発作により神奈川県座間市の実家でなくなる。

## 作品
作詞・作曲
- あさのうた
- さよなら
- はまべ
- ほういほい
- 夕暮れ
- 夜があける

作曲
- あしたは天気に(作詞林柳波)
- かげろふ(作詞林柳波)
- 鍛治屋さん(作詞林柳波)
- 風(作詞林柳波)
- 雉子の子(作詞林柳波)
- 小鳩(作詞林柳波)
- こほろぎ(作詞林柳波)
- 五月雨(作詞林柳波)
- とんぼつり(作詞林柳波)
- 虹の橋(作詞林柳波)
- 春の風そよそよ(作詞林柳波)
- ポプラ(作詞林柳波)
- 大寒小寒(作詞島田芳文)
- おしくらまんじゅう(作詞島田芳文)
- どんぐり山(作詞島田芳文)
- 野焼の唄(作詞島田芳文)
- 秋の遠足(作詞鈴木素風)
- 蜻蛉(作詞鈴木素風)
- 水郷(作詞鈴木素風)
- さらさらしぐれ(作詞野口雨情)
- さんしょの木(作詞野口雨情)
- ねむの木(作詞野口雨情)
- 鳳仙花(作詞野口雨情)
- せきれい(作詞都築益世)
- ぶらんこ(作詞都築益世)
- らくだ(作詞都築益世)
- はとはとこばと(作詞サトウハチロー)

ポンポンポン助の歌(作詞サトウハチロー、歌永岡志津子)
- ミッキー・マウス(作詞サトウハチロー)
- みんなみんなみどり(作詞サトウハチロー)
- 雨こんこ(作詞大村主計)
- オサルノマンザイ(作詞大村主計)
- 雲雀の子供(作詞大村主計)
- 小鳥の国(作詞大村主計)
- 木の葉(作詞大村主計)
- ジャンケンポン(作詞大村主計)
- 雨情のおじさん(作詞大和ミエ子)
- 北海エレジー(作詞大和ミエ子)
- 若葉(作詞松永みやお)
- わかれ(作詞松永みやお)
- 愛の讃歌(作詞相馬梅子)
- 夢よぶ春(作詞勝承夫)
- 牛もうも(作詞千葉省三)
- うみのみず(作詞まどみちお)
- お花が咲いた(作詞中山勝善)
- 狐のお嫁入り(作詞結城よしを)
- お山日暮れて(作詞泉漾太郎)
- 狐の嫁入(作詞泉漾太郎)
- 帰る燕(作詞西條八十)
- 子守歌(作詞西條八十)
- 考女白菊(作詞西條八十)
- 母とこだま(作詞西條八十)
- さくらんぼ坊や(作詞芝山かおる)
- 月夜の傘(作詞竹内俊子)
- 夏霞(作詞三木露風)
- 花道小道(作詞久保田宵二)
- 春やいづこに(作詞島崎藤村)
- 朝(作詞八波則吉)
- 希望(作詞八波則吉)
- 暑中休暇(作詞八波則吉)
- 錢ヶ嶽の七本槍(作詞八波則吉)
- 同窓の友(作詞八波則吉)
- 春の薄暮(作詞八波則吉)
- ひよこ(作詞八波則吉)
- 玉虫(作詞藤田健次)
- 泣虫坊や(作詞藤田健次)
- 春が来た(作詞藤田健次)
- 盆踊り歌(作詞藤田健次)
- 朝(作詞北原白秋)
- 涼風小風(作詞北原白秋)
- 朝の風(作詞西村酔香)
- お月さん(作詞山村暮鳥)
- 笹の葉(作詞山村暮鳥)
- 狐の提灯(作詞沼尾精二)
- 一茶さん(作詞中野二郎)
- 大東亜数え歌(作詞古山省三)
- 大礼奉祝唱歌
- 石山寺(紫式部)(作詞川路柳虹)
- 断章(夜くれば)(作詞川路柳虹)
- 月見草(作詞川路柳虹)
- 残りの花(作詞川路柳虹)
- 燕(乙骨三郎)
- 弛まずのぼらん(乙骨三郎)
- ガン(作詞加藤嘉一)
- 空軍勇士(作詞犬童球渓)
- 舌切雀(作詞濱田廣介)
- 初冬(作詞江藤俊明)
- 月夜の鈴懸(作詞武内俊子)
- とうどの鳥と(作詞一ノ瀬ゆきみつ)
- バッタのセロ弾き(作詞長島和太郎)

編曲
- 菊 (アイルランド民謡)
- ワルツ雲と風[8]

伴奏
- お舟がぎっちらこ(作詞井上徹、作曲江沢清太郎)[9]

自治体歌
- 旧足利市歌(栃木県足利市)
- 茂左衛門音頭(群馬県)[10]
- 熊谷直実(埼玉県熊谷市)
- 大新宿区の歌(東京都新宿区)

学校歌
青森県
- 八戸市立是川小学校
- 八戸市立松館小学校

山形県
- 川西町立中郡小学校
- 米沢市立窪田小学校
- 米沢市立関根小学校

茨城県
- 土浦市立土浦小学校

栃木県
- 栃木県立大田原高等学校
- 足利市立第三中学校
- 旧・那須町立東陽中学校
- 那須塩原市立西那須野中学校
- 那須塩原市立東那須野中学校
- 那須塩原市立三島中学校
- 宇都宮市立簗瀬小学校
- 宇都宮市立横川西小学校
- 大田原市立佐久山小学校
- 黒羽町立須佐木小学校
- 那須町立黒田原小学校
- 旧・那須塩原市立上塩原小学校
- 旧・那須塩原市立塩原小学校
- 那須塩原市立槻沢小学校
- 那須塩原市立三島小学校
- 日光市立今市第三小学校
- 壬生町立稲葉小学校
- 真岡市立真岡小学校
- 矢板市立乙畑小学校
- 矢板市立川崎小学校

群馬県
- 旧制群馬県立渋川中学校(現・渋川高校)

埼玉県
- 秩父市立高篠小学校

東京都
- 武蔵野市立第二小学校

静岡県
- 御殿場市立御殿場小学校

福岡県
- 旧制福岡県糟屋農学校(現・福岡魁誠高校)
- 福岡市立入部小学校
- 福岡市昭和幼稚園

佐賀県
- 伊万里市立伊万里小学校
- 鹿島市立鹿島小学校